# 高山松太郎
髙山 松太郎（たかやま まつたろう、1950年〈昭和25年〉2月2日 - ）は、日本の政治家。勲等は旭日中綬章。元神奈川県伊勢原市長（3期）、神奈川県議会議員（2期）、伊勢原市議会議員（4期）。

## 来歴
神奈川県伊勢原市出身。神奈川県立平塚農業高等学校卒業。
1991年（平成3年）、伊勢原市議会選挙に出馬し、初当選。2003年（平成15年）、伊勢原市議会議長に就任。
2007年（平成19年）4月8日執行の神奈川県議会議員選挙に無所属で出馬し、初当選。2011年（平成23年）、同選挙において2期目の当選。
2012年（平成24年）9月23日執行の市長選に無所属で出馬。現職の長塚幾子ら2人の候補者を破り、初当選。同年10月1日、市長に就任。
※当日有権者数：80,064人 最終投票率：42.93%（前回比：pts）
| 候補者名   | 年齢 | 所属党派 | 新旧別 | 得票数   | 得票率 | 推薦・支持 |
| ---------- | ---- | -------- | ------ | -------- | ------ | ---------- |
| 高山松太郎 | 62   | 無所属   | 新     | 16,334票 | 48.26% |            |
| 長塚幾子   | 58   | 無所属   | 現     | 15,515票 | 45.84% |            |
| 宮川一彦   | 46   | 無所属   | 新     | 1,994票  | 5.89%  |            |

2016年（平成28年）9月の市長選では無投票で再選。
2020年（令和2年）9月の市長選挙では元市議の小林京子を破り、3選。
2024年（令和6年）5月、9月に行われる市長選挙に出場せず、政界を引退することを表明、伊勢原市議会議員の萩原鉄也を後継者に指名した（萩原は市長に当選）。
2025年（令和7年）春の叙勲で旭日中綬章を受章した。

## 市政
- 2020年（令和2年）6月5日、新型コロナウイルス対策の財源に充てるため、自身の7月から9月までの月額給与の減額率を現行の10％から20％に変更する条例案を市議会定例会に提出した。副市長と教育長については5％から10％に変更する。6月12日、同条例案は可決された[9][10]。